# بني شوس (كشر)

تعديل مصدري - تعديل

بني شوس هي إحدى قرى عزلة انهم الشرق بمديرية كشر التابعة لمحافظة حجة، بلغ تعداد سكانها 548 نسمة حسب تعداد اليمن لعام 2004.